# エルンスト・フリードリッヒ・シューマッハー
エルンスト・フリードリヒ・シューマッハー（Ernst Friedrich "Fritz" Schumacher, 1911年8月16日 - 1977年9月4日）は、ドイツ生まれのイギリスの経済学者。ジョン・メイナード・ケインズに師事した。イギリス石炭公社の経済顧問を務め、長年の石炭公社の勤務経験と経済学者としての分析から、石炭及び、その代替燃料としての石油の枯渇を予測し、原子力の利用についても警鐘を鳴らした。
1973年に刊行された『スモール イズ ビューティフル』は、その中でエネルギー危機を予言し、第一次石油危機として的中したことで世間の注目を浴び各国語に翻訳された。同書は The Times Literary Supplement により、第二次世界大戦後に出版された書籍の中で、世界に影響を与えた100冊に選出された。

## 経歴

### ドイツ時代
ドイツのボンに、ボン大学の政治経済学の教授で、アシュケナジムユダヤ系のヘルマン・シューマッハーの次男として生まれた。祖父はコロンビア大使で、家柄は14世紀以来ブレーメン市長を務めた。
1929年、ボン大学に入学し、11月にイギリスに渡り、ケインズに師事した。翌1930年に奨学金を得てオックスフォード大学ニュー・カレッジに転学。さらに1932年には、アメリカのコロンビア大学に転学して金融学のパーカー・ウィリス教授に師事し、経済学を修め、同大助講に抜擢された。
その後、ドイツに帰国し、溺れかけたナチスの高官を救助して、人命救助勲章を得て、アンナ・マリア・ペーターゼンと結婚した。しかし、同胞のユダヤ人が大量に離独するのを受け、自らもイギリスへの移住を実行した。

### イギリス時代

#### 祖国ドイツ降伏まで
1936年、ユニリーバ社の顧問となる。翌1937年に長男のピーター・クリスティンが誕生。後に義弟となるヴェルナー・ハイゼンベルクと出会う。バッテリー・トラクション社の顧問となる。
1940年、次男のジョンが誕生するも、敵国人として職を追われ、農場に職を得るも、収容され3か月後に釈放される。収容中に書いた Multilateral Clearing という国際決済制度に関する論文をケインズに送った。
1942年、ケインズの紹介でオックスフォード大学統計研究所に職を得る。『オブザーバー』紙の嘱託記者となる。後に、『タイムズ』紙や『エコノミスト』紙にも執筆するようになる。
1944年、ウィリアム・ベヴァリッジのために『自由社会における完全雇用』を執筆。翌1945年にイギリス国籍を申請し、英語風の「アーネスト・フレデリック・シューメーカー」と改名した。

#### 戦後
1946年、英国占領地域管理委員会の経済顧問として訪独。長女のバーバラが誕生。ドイツの工業化についての論文を複数執筆。労働党入党。
1950年、イギリス石炭公社の経済顧問となる。農場勤務時代の経験からイギリス土壌協会に参加。翌1951年に次女のヴァージニア誕生。
1955年、ビルマ政府に招かれて経済顧問となり、現地を視察する。1960年、妻のアンナが亡くなり、翌1961年にヴェレナ・ローゼンベルガーと再婚。翌1962年にインド政府の経済計画委員会の顧問となる。
1963年、石炭公社の統計局長となり、ドイツのクラウスタール工科大学から経済学博士号が授与される。
1965年、『オブザーバー』紙が初めて彼の中間技術構想に賛意を示し、翌1966年に中間技術開発グループ（ITDG, 現Practical Action）を設立。「仏教経済学」を発表。
1967年、スコットバーダー社のトラスティとなる（1970年に顧問）。石炭公社の企画局長に転任。三女のカレンが誕生。1969年に四女のニコラが誕生。
1970年、イギリス土壌協会の会長となる。この間、各国政府の招きでペルー・タンザニア・ザンビア・南アフリカを訪問。

#### 石炭公社退任後
1971年、石炭公社を退職し、著述・講演活動に専念。ローマ・カトリックに改宗。1973年、『スモール イズ ビューティフル』を出版。翌1974年、CBE勲章受章、四男のジェームズが誕生。1976年、カーボランダム賞受賞。
1977年、『ア・ガイド・フォア・ザ・バープレクスド』を出版。9月4日、スイス国内を汽車で移動中に心臓発作で客死。

## 家族
- 先妻：アンナ・マリア・ペーターゼン（ - 1960年）
  - 長男：ピーター・クリスティン（1937年 - ）
  - 次男：ジョン（1940年 - ）
  - 長女：バーバラ・ウッド（1946年 - ）伝記 E.F. Schumacher: His Life and Thought (Harper & Row, 1984) を執筆
  - 次女：ヴァージニア（1951年 - ）

- 後妻：ヴェレナ・ローゼンベルガー
  - 三女：カレン（1967年 - ）
  - 四女：ニコラ（1969年 - ）
  - 四男：ジェームズ（1974年 - ）

- 義弟：ヴェルナー・ハイゼンベルク（1901年 - 1976年）

## シューマッハー・サークル
彼の業績を記念して、シューマッハー・サークルが設立された。この組織には、シューマッハー・カレッジやシューマッハー・ソサエティ、イギリス土壌協会、New Economics Foundation が含まれる。
彼の文庫は、現在シューマッハー・ソサエティによってマサチューセッツ州のグレイト・バリントンに保存されている。

## 著作リスト
- Small Is Beautiful: Economics As If People Mattered（Blond & Briggs, 1973）
  - 『人間復興の経済』（斎藤志郎訳、佑学社、1976年）
  - 『スモール イズ ビューティフル』（小島慶三・酒井懋共訳、講談社学術文庫、1986年）
- A Guide For The Perplexed (Harper Perennial, 1977)
  - 『混迷の時代を超えて -人間復興の哲学』（小島慶三、斉藤志郎訳、佑学社、1980年）
- This I Believe and Other Essays (Resurgence Books, 1977)
  - 『スモール イズ ビューティフル再論』（酒井懋訳、講談社学術文庫、2000年）
- Good Work (Harpercollins, 1979)
  - 『宴のあとの経済学 -スモール・イズ・ビューティフル主義者の提言』（長洲一二監訳、伊藤拓一訳、ダイヤモンド社、1980年 → ちくま学芸文庫、2011年）